# Longdog

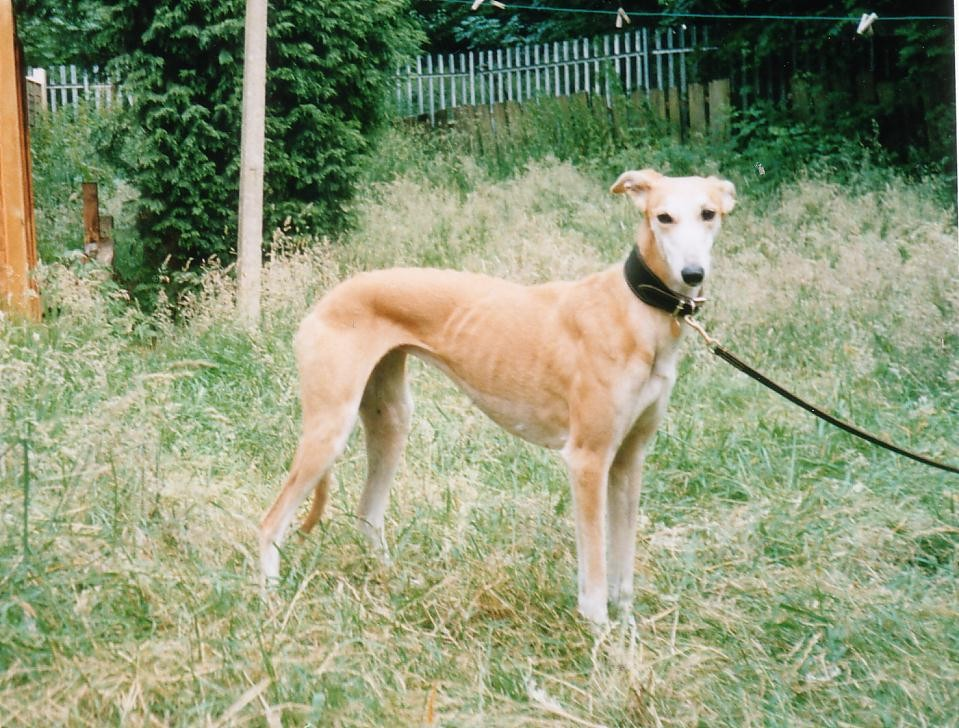
Longdog Abgarden.

Longdog es una raza de perro de tipo lebrel con origen en Irlanda cuyo nombre significa literalmente “perro largo” haciendo referencia a la forma alargada de sus extremidades.
Autores como el coronel Ted Walsh lo definen como cruce entre dos perros de caza, lo que le distingue del llamado lurcher, raza creada a partir de cruces entre perros lebreles y perros de trabajo. Actualmente no se considera distinción entre el lurcher y el longdog y se engloba a ambos dentro de los lurcher.